# 36. domobranski pehotni polk (Avstro-Ogrska)
Za druge 26. polke glejte 36. polk.
36. domobranski pehotni polk (izvirno nemško k.k. Landwehr Infanterie Regiment Nr. 36; dobesedno slovensko: Cesarsko-kraljevi deželnobrambovski pehotni polk št. 36) je bil pehotni polk avstro-ogrskega Domobranstva.

## Zgodovina
Polk je bil ustanovljen leta 1899. 

### Prva svetovna vojna
Polkovna narodnostna sestava leta 1914 je bila sledeča: 70% Rutencev, 21% Poljakov in 9% drugih.
Naborni okraj polka je bil v Kolomei, Stanislauu in Czortkówu, medtem ko je bil celotni polk garniziran v Kolomei.

## Poveljniki polka
- 1914: Adalbert Dobija[1]